# Daniil Alexandrowitsch Kornjuschin
Daniil Alexandrowitsch Kornjuschin (russisch Даниил Александрович Корнюшин; * 8. Oktober 2001 in Stawropol) ist ein russischer Fußballspieler.

## Karriere
Kornjuschin begann seine Karriere beim FK Krasnodar. Im September 2018 debütierte er für die dritte Mannschaft Krasnodars in der drittklassigen Perwenstwo PFL. In der Saison 2018/19 kam er zu acht Drittligaeinsätzen. In der Saison 2019/20 spielte er bis zum COVID-bedingten Saisonabbruch neunmal in der Perwenstwo PFL. Zur Saison 2020/21 wurde er an den Zweitligisten Wolgar Astrachan verliehen. Sein Debüt in der Perwenstwo FNL gab er im August 2020 gegen Baltika Kaliningrad. Bis zur Winterpause spielte er zehnmal für Wolgar. In der Winterpause wurde er nach Krasnodar zurückbeordert.
Nach seiner Rückkehr spielte er für die ebenfalls zweitklassige Zweitmannschaft. Für diese kam er bis Saisonende zu 15 Zweitligaeinsätzen, zudem spielte er noch einmal für die dritte Mannschaft. Im August 2021 debütierte der Außenverteidiger gegen Arsenal Tula für die erste Mannschaft in der Premjer-Liga. In der Saison 2021/22 kam er zu drei Einsätzen in der Premjer-Liga, zudem absolvierte er 14 Zweitligapartien.
Zur Saison 2022/23 wechselte Kornjuschin innerhalb der Premjer-Liga zum FK Nischni Nowgorod. Für Nischni Nowgorod kam er in seiner ersten Saison zu 14 Einsätzen im Oberhaus. Im September 2023 löste er seinen Vertrag beim Klub auf.